# Табыково
Табыково — деревня в Усть-Кубинском районе Вологодской области.
Входит в состав Никольского сельского поселения, с точки зрения административно-территориального деления — в Никольский сельсовет.
Расстояние по автодороге до районного центра Устья — 39 км, до центра муниципального образования Никольского — 6 км. Ближайшие населённые пункты — Лужино, Рязаново, Чикайлово.
По данным переписи в 2002 году постоянного населения не было.